# Lijst van Nederlandse ministers van Buitenlandse Zaken
De minister van Buitenlandse Zaken staat aan het hoofd van het ministerie van Buitenlandse Zaken.

## In de Bataafse en Franse tijd (1798-1810)
| Periode                                                 | Minister | Minister                                       | Stroming                            | Tijdens           | Benoeming en ontslag           |
| ------------------------------------------------------- | -------- | ---------------------------------------------- | ----------------------------------- | ----------------- | ------------------------------ |
| Vanaf 1798: Agent van Buitenlandse Zaken                |          |                                                |                                     |                   |                                |
| 1798                                                    |          | W.B. Buys (1752–1832)                          | Patriottisch (tijdens de Republiek) | Uitvoerend Bewind | 9 maart 1798 25 juni 1798      |
| 1799                                                    |          | I.J.A. Gogel (1765–1821)                       | Unitariër, democratisch             | Uitvoerend Bewind | 7 april 1798 2 oktober 1798    |
| 1798–1801                                               |          | M. baron van der Goes van Dirxland (1751–1826) | Unitariër, democratisch             | Uitvoerend Bewind | 8 oktober 1798 1 december 1801 |
| Vanaf 1801: Secretaris van Staat van Buitenlandse Zaken |          |                                                |                                     |                   |                                |
| 1801–1806                                               |          | M. baron van der Goes van Dirxland (1751–1826) | Unitariër, democratisch             | Staatsbewind      | 1 december 1801 19 juni 1806   |
| Vanaf 1806: Minister van Buitenlandse Zaken             |          |                                                |                                     |                   |                                |
| 1806–1808                                               |          | M. baron van der Goes van Dirxland (1751–1826) | Unitariër, democratisch             | Lodewijk Napoleon | 19 juni 1806 8 januari 1808    |
| 1808–1810                                               |          | W.F. baron Röell (1767–1835)                   |                                     | Lodewijk Napoleon | 8 januari 1808 15 juli 1810    |
| 1809–1810                                               |          | J.H. baron Mollerus (1750–1834)                |                                     | Lodewijk Napoleon | 27 november 1809 3 maart 1810  |
| 1810                                                    |          | Jhr. P. van der Heim (1751–1826)               |                                     | Lodewijk Napoleon | 20 juni 1810 15 juli 1810      |

## In het Soeverein Vorstendom en het Koninkrijk der Nederlanden (1813-1848)
| Periode   | Minister                              | Minister                                                   | Stroming          | Tijdens                           | Benoeming en ontslag         |
| --------- | ------------------------------------- | ---------------------------------------------------------- | ----------------- | --------------------------------- | ---------------------------- |
| 1813–1814 |                                       | G.K. graaf van Hogendorp (1762–1834)                       | Regeringsgezind   | Willem I (als Soeverein Vorst)    | 7 december 1813 6 april 1814 |
| 1814–1824 |                                       | A.W.C. baron van Nagell (1756–1851)                        | Regeringsgezind   | Willem I (als Soeverein Vorst)    | 6 april 1814 16 maart 1815   |
| 1814–1824 | Willem I (als Koning der Nederlanden) | A.W.C. baron van Nagell (1756–1851)                        | Regeringsgezind   |                                   | 6 april 1814 16 maart 1815   |
| 1824      |                                       | J.G. ridder Reinhold (1771–1838)                           |                   | 1 januari 1824 16 mei 1824        |                              |
| 1824–1825 |                                       | W.F. graaf van Reede (1770–1838)                           | Regeringsgezind   | 6 mei 1824 24 juni 1825           |                              |
| 1825      |                                       | P.C.G. ridder de Coninck (1770–1827)                       |                   | 23 juni 1825 1 december 1825      |                              |
| 1825–1841 |                                       | J.G. baron Verstolk van Soelen (1776–1845)                 | Regeringsgezind   | 1 december 1825 13 september 1841 |                              |
| 1825–1841 | Willem II                             | J.G. baron Verstolk van Soelen (1776–1845)                 | Regeringsgezind   | 1 december 1825 13 september 1841 |                              |
| 1841      |                                       | H. baron van Zuylen van Nijevelt (1781–1853)               | Regeringsgezind   | 13 september 1841 6 oktober 1841  |                              |
| 1841–1843 |                                       | J.W. baron Huyssen van Kattendijke (1782–1854)             | Regeringsgezind   | 6 oktober 1841 21 september 1843  |                              |
| 1843      |                                       | W.A. baron Schimmelpenninck van der Oye (a.i.) (1800–1872) | Gematigd liberaal | 21 september 1843 15 oktober 1843 |                              |
| 1843–1848 |                                       | J.A.H. de la Sarraz (1787–1877)                            | Conservatief      | 15 oktober 1843 1 januari 1848    |                              |
| 1848      |                                       | L.N. graaf van Randwijck (1807–1891)                       | Regeringsgezind   | 1 januari 1848 25 maart 1848      |                              |

## Bewindslieden sinds 1848
| Periode    | Minister                              | Minister                                                 | Partij                                         | Kabinet                                      | Benoeming en ontslag                |
| ---------- | ------------------------------------- | -------------------------------------------------------- | ---------------------------------------------- | -------------------------------------------- | ----------------------------------- |
| 1848       |                                       | G. graaf Schimmelpenninck (1794–1863)                    | Gematigd liberaal                              | Kabinet-Schimmelpenninck                     | 25 maart 1848 17 mei 1848           |
| 1848       |                                       | A.A. baron Bentinck (van Nijenhuis) (1798–1868)          | Geen (technocraat)                             | Kabinet-Schimmelpenninck                     | 17 mei 1848 21 november 1848        |
| 1848–1849  |                                       | L.A. Lightenvelt (1795–1873)                             | Conservatief-katholiek                         | Kabinet-De Kempenaer-Donker Curtius          | 21 november 1848 1 november 1849    |
| 1849–1852  |                                       | H. van Sonsbeeck (1796–1865)                             | Liberaal                                       | Kabinet-Thorbecke I                          | 1 november 1849 16 oktober 1852     |
| 1852–1853  |                                       | J.P.P. baron van Zuylen van Nijevelt (1816–1890)         | Liberaal                                       | Kabinet-Thorbecke I                          | 16 oktober 1852 19 april 1853       |
| 1853–1856  |                                       | F.A. baron van Hall (1791–1866)                          | Pragmatisch liberaal                           | Kabinet-Van Hall-Donker Curtius              | 19 april 1853 1 juli 1856           |
| 1853–1856  |                                       | Jhr. D.Th. Gevers van Endegeest (1793–1877)              | Conservatief                                   | Kabinet-Van der Brugghen                     | 1 juli 1856 18 maart 1858           |
| 1856–1860  |                                       | J.K. baron van Goltstein (1794–1872)                     | Conservatief                                   | Kabinet-Rochussen                            | 12 maart 1858 23 februari 1860      |
| 1860       |                                       | F.A. baron van Hall (a.i.) (1791–1866)                   | Pragmatisch liberaal                           | Kabinet-Van Hall-Van Heemstra                | 12 maart 1858 23 februari 1860      |
| 1860–1861  |                                       | J.Ph.J.A. graaf van Zuylen van Nijevelt (1819–1894)      | Antirevolutionair                              | Kabinet-Van Hall-Van Heemstra                | 8 maart 1860 14 januari 1861        |
| 1861       |                                       | L.N. baron van der Goes van Dirxland (1806–1885)         | Conservatief                                   | Kabinet-Van Hall-Van Heemstra                | 14 januari 1861 14 maart 1861       |
| 1861       |                                       | J.P.P. baron van Zuylen van Nijevelt (1816–1890)         | Conservatief liberaal                          | Kabinet-Van Zuylen van Nijevelt-Van Heemstra | 14 maart 1861 10 november 1861      |
| 1861–1862  |                                       | M.P.H. Strens (a.i.)                                     | Liberaal                                       | Kabinet-Van Zuylen van Nijevelt-Van Heemstra | 10 november 1861 31 januari 1862    |
| 1862       |                                       | A.J.L. baron Stratenus (a.i.) (1807–1872)                |                                                | Kabinet-Thorbecke II                         | 1 februari 1862 13 maart 1862       |
| 1862—1864  |                                       | Jhr. P.Th. van der Maesen de Sombreff (1827–1902)        | Liberaal                                       | Kabinet-Thorbecke II                         | 12 maart 1862 2 januari 1864        |
| 1864       |                                       | W.J.C. ridder Huyssen van Kattendijke (a.i.) (1816–1866) | Liberaal                                       | Kabinet-Thorbecke II                         | 2 januari 1864 15 maart 1864        |
| 1864–1866  |                                       | E.J.J.B. Cremers (1823–1896)                             | Liberaal                                       | Kabinet-Thorbecke II                         | 15 maart 1864 10 februari 1866      |
| 1864–1866  | Kabinet-Fransen van de Putte          | E.J.J.B. Cremers (1823–1896)                             | Liberaal                                       | 10 februari 1866 1 juni 1866                 |                                     |
| 1866–1868  |                                       | J.Ph.J.A. graaf van Zuylen van Nijevelt (1819–1894)      | Antirevolutionair                              | Kabinet-Van Zuylen van Nijevelt              | 1 juni 1866 4 juni 1868             |
| 1868       |                                       | J.J. van Mulken (a.i.) (1796–1879)                       | Liberaal                                       | Kabinet-Van Bosse-Fock                       | 4 juni 1868 8 juni 1868             |
| 1868–1870  |                                       | Th.M. Roest van Limburg (1806–1887)                      | Liberaal                                       | Kabinet-Van Bosse-Fock                       | 8 juni 1868 12 december 1870        |
| 1870–1871  |                                       | J.J. van Mulken (a.i.) (1796–1879)                       | Liberaal                                       | Kabinet-Van Bosse-Fock                       | 12 december 1870 4 januari 1871     |
| 1871–1874  |                                       | J.L.A.H. baron Gericke van Herwijnen (1814–1899)         | Liberaal                                       | Kabinet-Thorbecke III                        | 18 januari 1871 27 augustus 1874    |
| 1871–1874  | Kabinet-De Vries-Fransen van de Putte | J.L.A.H. baron Gericke van Herwijnen (1814–1899)         | Liberaal                                       |                                              | 18 januari 1871 27 augustus 1874    |
| 1874–1877  |                                       | Jhr. P.J.A.M. van der Does de Willebois (1816–1892)      | Conservatief-katholiek                         | Kabinet-Heemskerk-Van Lynden van Sandenburg  | 27 augustus 1874 3 november 1877    |
| 1877–1879  |                                       | W. baron van Heeckeren van Kell (1815–1914)              | Liberaal                                       | Kabinet-Kappeyne van de Coppello             | 3 november 1877 19 augustus 1879    |
| 1871–1881  |                                       | C.Th. baron van Lynden van Sandenburg (1826–1885)        | Conservatief (protestants)                     | Kabinet-Van Lynden van Sandenburg            | 19 augustus 1879 15 september 1881  |
| 1881–1883  |                                       | Jhr. W.F. Rochussen (1832–1912)                          | Conservatief (liberaal)                        | Kabinet-Van Lynden van Sandenburg            | 15 september 1881 23 april 1883     |
| 1883–1885  |                                       | Jhr. P.J.A.M. van der Does de Willebois (1816–1892)      | Conservatief (katholiek)                       | Kabinet-Heemskerk Azn.                       | 23 april 1883 1 november 1885       |
| 1885       |                                       | M.W. baron du Tour van Bellinchave (a.i.) (1835–1908)    | Conservatief                                   | Kabinet-Heemskerk Azn.                       | 10 augustus 1885 1 november 1885    |
| 1885–1888  |                                       | Jhr. A.P.C. van Karnebeek (1836–1925)                    | Conservatief (liberaal)                        | Kabinet-Heemskerk Azn.                       | 1 november 1885 21 april 1888       |
| 1888–1891  |                                       | Jhr. C. Hartsen (1823–1895)                              | Conservatief                                   | Kabinet-Mackay                               | 21 april 1888 21 augustus 1891      |
| 1891–1894  |                                       | G. van Tienhoven (1841–1914)                             | Liberaal                                       | Kabinet-Van Tienhoven                        | 21 augustus 1891 21 maart 1894      |
| 1894       |                                       | J.C. Jansen (a.i.) (1840–1925)                           | Liberale Unie                                  | Kabinet-Van Tienhoven                        | 21 maart 1894 8 mei 1894            |
| 1894–1897  |                                       | Jhr. J. Röell                                            | Vrije Liberalen                                | Kabinet-Röell                                | 8 mei 1894 27 juli 1897             |
| 1897–1901  |                                       | W.H. de Beaufort (1845–1918)                             | Liberale Unie                                  | Kabinet-Pierson                              | 27 juli 1897 1 augustus 1901        |
| 1901–1905  |                                       | R. Melvil baron van Lijnden (1843–1910)                  | ARP                                            | Kabinet-Kuyper                               | 1 augustus 1901 9 maart 1905        |
| 1905       |                                       | A.G. Ellis (a.i.) (1846–1916)                            | Partijloos                                     | Kabinet-Kuyper                               | 9 maart 1905 22 april 1905          |
| 1905       |                                       | Jhr. M.W. van Weede van Berencamp (1848–1925)            | Partijloos                                     | Kabinet-Kuyper                               | 22 april 1905 7 augustus 1905       |
| 1905       |                                       | A.G. Ellis (a.i.) (1846–1916)                            | Partijloos                                     | Kabinet-Kuyper                               | 7 augustus 1905 16 augustus 1905    |
| 1905–1908  |                                       | Jhr. D.A.W. van Tets van Goudriaan (1844–1930)           | Liberaal                                       | Kabinet-De Meester                           | 17 augustus 1905 12 februari 1908   |
| 1908–1913  |                                       | Jhr. R. de Marees van Swinderen (1860–1955)              | Partijloos                                     | Kabinet-Heemskerk                            | 12 februari 1908 29 augustus 1913   |
| 1913       |                                       | P.W.A. Cort van der Linden (a.i.) (1846–1935)            | Partijloos (liberaal)                          | Kabinet-Cort van der Linden                  | 29 augustus 1913 27 september 1913  |
| 1913–1918  |                                       | Jhr. J. Loudon (1866–1955)                               | Partijloos (liberaal)                          | Kabinet-Cort van der Linden                  | 27 september 1913 9 september 1918  |
| 1918–1927  |                                       | Jhr. H.A. van Karnebeek (1874–1942)                      | Partijloos (liberaal)                          | Kabinet-Ruijs de Beerenbrouck I              | 9 september 1918 18 september 1922  |
| 1918–1927  | Kabinet-Ruijs de Beerenbrouck II      | Jhr. H.A. van Karnebeek (1874–1942)                      | Partijloos (liberaal)                          | 18 september 1922 4 augustus 1925            |                                     |
| 1918–1927  | Kabinet-Colijn I                      | Jhr. H.A. van Karnebeek (1874–1942)                      | Partijloos (liberaal)                          | 4 augustus 1925 8 maart 1926                 |                                     |
| 1918–1927  | Kabinet-De Geer I                     | Jhr. H.A. van Karnebeek (1874–1942)                      | Partijloos (liberaal)                          | 8 maart 1926 1 april 1927                    |                                     |
| 1927–1933  | Kabinet-De Geer I                     |                                                          | Jhr. F. Beelaerts van Blokland (1872–1956)     | CHU                                          | 1 april 1927 10 augustus 1929       |
| 1927–1933  | Kabinet-Ruijs de Beerenbrouck III     | 10 augustus 1929 20 april 1933                           | Jhr. F. Beelaerts van Blokland (1872–1956)     | CHU                                          |                                     |
| 1933       | Kabinet-Ruijs de Beerenbrouck III     |                                                          | Jhr. Ch.J.M. Ruijs de Beerenbrouck (1873–1936) | RKSP                                         | 20 april 1933 26 mei 1933           |
| 1933–1937  |                                       | Jhr. A.C.D. de Graeff (1872–1957)                        | Partijloos (liberaal)                          | Kabinet-Colijn II                            | 26 mei 1933 31 juli 1935            |
| 1933–1937  | Kabinet-Colijn III                    | Jhr. A.C.D. de Graeff (1872–1957)                        | Partijloos (liberaal)                          | 31 juli 1935 24 juni 1937                    |                                     |
| 1937       |                                       | H. Colijn (1869–1944)                                    | ARP                                            | Kabinet-Colijn IV                            | 24 juni 1937 4 oktober 1937         |
| 1937–1939  |                                       | J.A.N. Patijn (1873–1961)                                | Partijloos (liberaal)                          | Kabinet-Colijn IV                            | 4 oktober 1937 25 juli 1939         |
| 1937–1939  | Kabinet-Colijn V                      | J.A.N. Patijn (1873–1961)                                | Partijloos (liberaal)                          | 25 juli 1939 10 augustus 1939                |                                     |
| 1939–1946  |                                       | E.N. van Kleffens (1894–1983)                            | Partijloos (liberaal)                          | Kabinet-De Geer II                           | 10 augustus 1939 3 september 1940   |
| 1939–1946  | Kabinet-Gerbrandy I                   | E.N. van Kleffens (1894–1983)                            | Partijloos (liberaal)                          | 3 september 1940 27 juli 1941                |                                     |
| 1939–1946  | Kabinet-Gerbrandy II                  | E.N. van Kleffens (1894–1983)                            | Partijloos (liberaal)                          | 27 juli 1941 23 februari 1945                |                                     |
| 1939–1946  | Kabinet-Gerbrandy III                 | E.N. van Kleffens (1894–1983)                            | Partijloos (liberaal)                          | 23 februari 1945 25 juni 1945                |                                     |
| 1939–1946  | Kabinet-Schermerhorn-Drees            | E.N. van Kleffens (1894–1983)                            | Partijloos (liberaal)                          | 25 juni 1945 1 maart 1946                    |                                     |
| 1946       | Kabinet-Schermerhorn-Drees            |                                                          | J.H. van Roijen (1905–1991)                    | Partijloos (liberaal)                        | 1 maart 1946 3 juli 1946            |
| 1946–1948  |                                       | C.G.W.H. baron van Boetzelaer van Oosterhout (1892–1986) | Partijloos                                     | Kabinet-Beel I                               | 3 juli 1946 7 augustus 1948         |
| 1948–1952  |                                       | D.U. Stikker (1897–1979)                                 | VVD                                            | Kabinet-Drees-Van Schaik                     | 7 augustus 1948 15 maart 1951       |
| 1948–1952  | Kabinet-Drees I                       | D.U. Stikker (1897–1979)                                 | VVD                                            | 15 maart 1951 2 september 1952               |                                     |
| 1952–1956  |                                       | J.W. Beyen (1897–1976)                                   | Partijloos                                     | Kabinet-Drees II                             | 2 september 1952 13 oktober 1956    |
| 1956–1971  |                                       | J.M.A.H. Luns (1911–2002)                                | KVP                                            | Kabinet-Drees III                            | 13 oktober 1956 22 december 1958    |
| 1956–1971  | Kabinet-Beel II                       | J.M.A.H. Luns (1911–2002)                                | KVP                                            | 22 december 1958 19 mei 1959                 |                                     |
| 1956–1971  | Kabinet-De Quay                       | J.M.A.H. Luns (1911–2002)                                | KVP                                            | 19 mei 1959 24 juli 1963                     |                                     |
| 1956–1971  | Kabinet-Marijnen                      | J.M.A.H. Luns (1911–2002)                                | KVP                                            | 24 juli 1963 14 april 1965                   |                                     |
| 1956–1971  | Kabinet-Cals                          | J.M.A.H. Luns (1911–2002)                                | KVP                                            | 14 april 1965 22 november 1966               |                                     |
| 1956–1971  | Kabinet-Zijlstra                      | J.M.A.H. Luns (1911–2002)                                | KVP                                            | 22 november 1966 5 april 1967                |                                     |
| 1956–1971  | Kabinet-De Jong                       | J.M.A.H. Luns (1911–2002)                                | KVP                                            | 5 april 1967 6 juli 1971                     |                                     |
| 1971–1973  |                                       | W.K.N. Schmelzer (1921–2008)                             | KVP                                            | Kabinet-Biesheuvel I                         | 6 juli 1971 9 augustus 1972         |
| 1971–1973  | Kabinet-Biesheuvel II                 | W.K.N. Schmelzer (1921–2008)                             | KVP                                            | 9 augustus 1972 11 mei 1973                  |                                     |
| 1973–1977  |                                       | M. van der Stoel (1924–2011)                             | PvdA                                           | Kabinet-Den Uyl                              | 11 mei 1973 19 december 1977        |
| 1977–1981  |                                       | C.A. van der Klaauw (1924–2005)                          | VVD                                            | Kabinet-Van Agt I                            | 19 december 1977 11 september 1981  |
| 1981–1982  |                                       | M. van der Stoel (1924–2011)                             | PvdA                                           | Kabinet-Van Agt II                           | 11 september 1981 29 mei 1982       |
| 1982       |                                       | A.A.M. van Agt (1931–2024)                               | CDA                                            | Kabinet-Van Agt III                          | 29 mei 1982 4 november 1982         |
| 1982–1993  |                                       | H. van den Broek (1936-2025)                             | CDA                                            | Kabinet-Lubbers I                            | 4 november 1982 14 juli 1986        |
| 1982–1993  | Kabinet-Lubbers II                    | H. van den Broek (1936-2025)                             | CDA                                            | 14 juli 1986 7 november 1989                 |                                     |
| 1982–1993  | Kabinet-Lubbers III                   | H. van den Broek (1936-2025)                             | CDA                                            | 7 november 1989 3 januari 1993               |                                     |
| 1993–1994  | Kabinet-Lubbers III                   |                                                          | P.H. Kooijmans (1933–2013)                     | CDA                                          | 3 januari 1993 22 augustus 1994     |
| 1994–1998  |                                       | H.A.F.M.O. van Mierlo (1931–2010)                        | D66                                            | Kabinet-Kok I                                | 22 augustus 1994 3 augustus 1998    |
| 1998–2002  |                                       | J.J. van Aartsen (*1947)                                 | VVD                                            | Kabinet-Kok II                               | 3 augustus 1998 22 juli 2002        |
| 2002–2003  |                                       | J.G. de Hoop Scheffer (*1948)                            | CDA                                            | Kabinet-Balkenende I                         | 22 juli 2002 27 mei 2003            |
| 2002–2003  | Kabinet-Balkenende II                 | J.G. de Hoop Scheffer (*1948)                            | CDA                                            | 27 mei 2003 3 december 2003                  |                                     |
| 2003–2007  | Kabinet-Balkenende II                 |                                                          | B.R. Bot (*1937)                               | CDA                                          | 3 december 2003 7 juli 2006         |
| 2003–2007  | Kabinet-Balkenende III                | 7 juli 2006 22 februari 2007                             | B.R. Bot (*1937)                               | CDA                                          |                                     |
| 2007–2010  |                                       | M.J.M. Verhagen (*1956)                                  | CDA                                            | Kabinet-Balkenende IV                        | 22 februari 2007 14 oktober 2010    |
| 2010–2012  |                                       | U. Rosenthal (*1945)                                     | VVD                                            | Kabinet-Rutte I                              | 14 oktober 2010 5 november 2012     |
| 2012–2014  |                                       | F.C.G.M. Timmermans (*1961)                              | PvdA                                           | Kabinet-Rutte II                             | 5 november 2012 17 oktober 2014     |
| 2014–2017  |                                       | A.G. Koenders (*1958)                                    | PvdA                                           | Kabinet-Rutte II                             | 17 oktober 2014 26 oktober 2017     |
| 2017–2018  |                                       | H. Zijlstra (*1969)                                      | VVD                                            | Kabinet-Rutte III                            | 26 oktober 2017 13 februari 2018    |
| 2018       |                                       | S.A.M. Kaag (wnd.) (*1961)                               | D66                                            | Kabinet-Rutte III                            | 13 februari 2018 7 maart 2018       |
| 2018–2021  |                                       | S.A. Blok (*1964)                                        | VVD                                            | Kabinet-Rutte III                            | 7 maart 2018 24 mei 2021            |
| 2021       |                                       | S.A.M. Kaag (*1961)                                      | D66                                            | Kabinet-Rutte III                            | 24 mei 2021 17 september 2021       |
| 2021       |                                       | T.J.A.M. de Bruijn (wnd.) (*1948)                        | D66                                            | Kabinet-Rutte III                            | 17 september 2021 24 september 2021 |
| 2021–2022  |                                       | H.P.M. Knapen (*1951)                                    | CDA                                            | Kabinet-Rutte III                            | 24 september 2021 10 januari 2022   |
| 2022–2023  |                                       | W.B. Hoekstra (*1975)                                    | CDA                                            | Kabinet-Rutte IV                             | 10 januari 2022 1 september 2023    |
| 2023       |                                       | E.N.A.J. Schreinemacher (wnd.) (*1983)                   | VVD                                            | Kabinet-Rutte IV                             | 1 september 2023 5 september 2023   |
| 2023–2024  |                                       | H.G.J. Bruins Slot (*1977)                               | CDA                                            | Kabinet-Rutte IV                             | 5 september 2023 2 juli 2024        |
| 2024–heden |                                       | C.C.J. Veldkamp (*1964)                                  | NSC                                            | Kabinet-Schoof                               | 2 juli 2024 heden                   |

Minister-president · Algemene Zaken · Asiel en Migratie · Binnenlandse Zaken en Koninkrijksrelaties · Buitenlandse Zaken · Defensie · Economische Zaken · Financiën · Infrastructuur en Waterstaat · Justitie · Klimaat en Groene Groei · Landbouw, Visserij, Voedselzekerheid en Natuur · Onderwijs, Cultuur en Wetenschap · Sociale Zaken en Werkgelegenheid · Volksgezondheid, Welzijn en Sport · Volkshuisvesting en Ruimtelijke Ordening · zonder portefeuille

Voormalige ministeries: 

Eredienst